# Plasma (Demoszene)
Plasma ist ein Computer-basierter, grafischer und in Echtzeit generierter Animationseffekt.
Durch Farbwechsel, die in verschiedene Richtungen verzerrt werden, entsteht der Eindruck einer flüssigen Bewegung.
Der Plasmaeffekt wurde besonders häufig Anfang der 1990er Jahre von Programmierern der Demoszene für ihre Demos oder Intros zur Technologie-Demonstration verwendet und kann recht einfach per Software Rendering anhand von Sinus-Tabellen erstellt werden.
Eine Variante ist das Fraktalplasma, bei dem Farbübergänge mit den optischen Eigenschaften von Fraktalen zum Einsatz kommen (siehe hierzu Diamond Square Algorithmus).

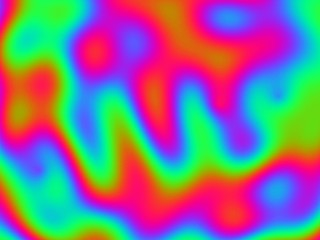
Screenshot eines Plasmaeffekts, wie er in den 1990er Jahren häufig in Demos verwendet wurde.
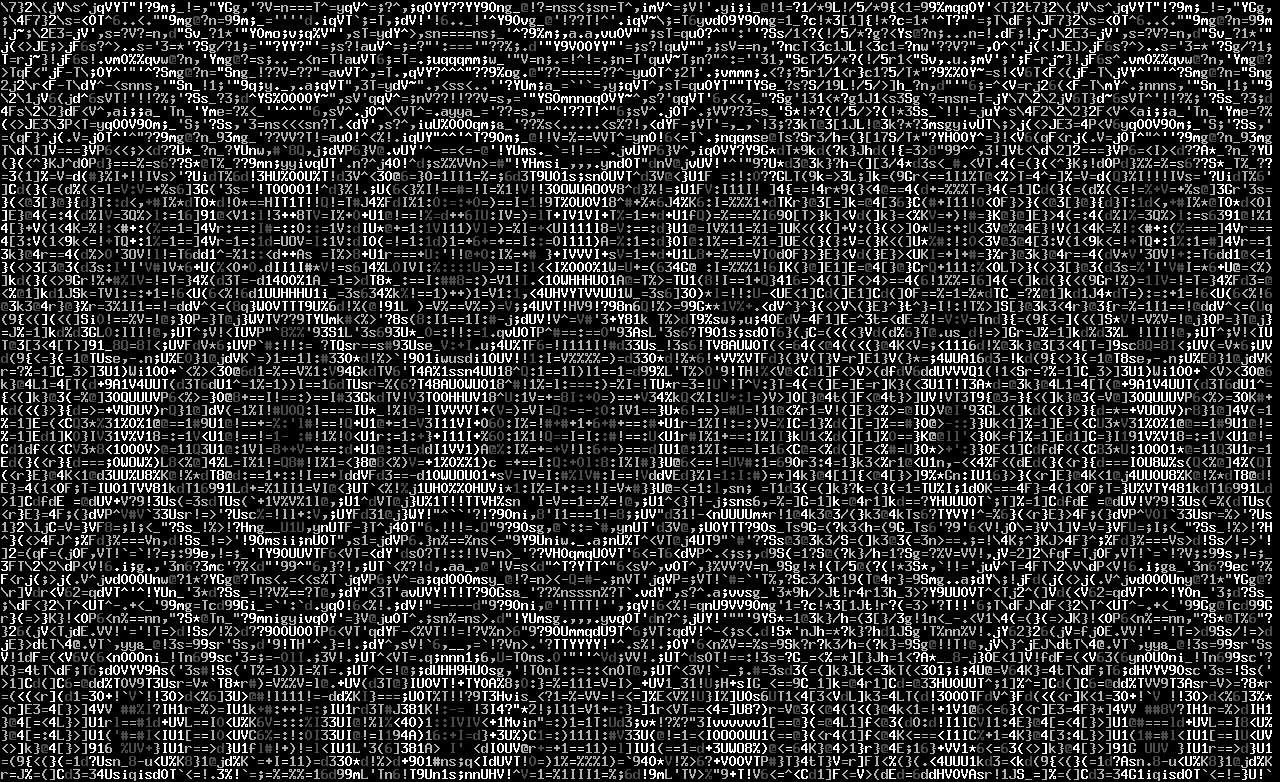
Ein Plasmaeffekt, erzeugt als ASCII-Art mit der AAlib-Bibliothek.
Animierter Plasmaeffekt wie im Fractint.